# How I Could Just Kill a Man
How I Could Just Kill a Man è un singolo del gruppo hip hop statunitense Cypress Hill, pubblicato nel 1991 ed estratto dall'eponimo album Cypress Hill.

## Tracce
1. How I Could Just Kill a Man (The Killer Mix) – 4:08
2. How I Could Just Kill a Man (clean version) – 4:08
3. How I Could Just Kill a Man (instrumental) – 4:08

## Cover dei Rage Against the Machine
Nel 2000 il gruppo rap metal statunitense Rage Against the Machine ha pubblicato un album di cover dal titolo Renegades e nel 2001 ha pubblicato il brano come singolo. 

### Tracce
1. How I Could Just Kill a Man – 4:04